# اولگا نیکیتینا
اولگا نیکیتینا (روسی: Ольга Алексеевна Никитина؛ زادهٔ ۲۶ نوامبر ۱۹۹۸) شمشیرباز اهل روسیه است.